# Toei Company
Toei Company (東映株式会社 (Đông Ánh Châu thức hội xã) Tōei Kabushiki-gaisha) (TYO: 9605 ) là một tập đoàn sản xuất và phân phối phim cũng như chương trình truyền hình của Nhật Bản. Có trụ sở ở Tokyo, Toei sở hữu và điều hơn 34 rạp chiếu phim khắp Nhật Bản, một hệ thống phòng thu theo tiêu chuẩn Hoa Kỳ thập niên 30; điều hành nhiều studio ở Tokyo và Kyoto; và là cổ đông của nhiều công ty truyền hình. Công ty chuyên sản xuất anime, tokusatsu và jidaigeki.
Tên "Toei" bắt nguồn từ tên cũ của công ty "Tōkyō Eiga Haikyū" (Đông Kinh Ánh họa phối cấp).

## Lịch sử
Tiền thân của Toei, Công ty Toyoko Eiga, Ltd. (横 映, Tō-Yoko Eiga, "Toyoko Films"), được thành lập vào năm 1938. Nó được thành lập bởi Keita Goto, Giám đốc điều hành của Đường sắt điện Tokyo-Yokohama (横, Tōkyō-Yokohama Dentetsu), tiền thân trực tiếp của Tập đoàn Tokyu. Nó đã dựng lên các cơ sở của nó ngay lập tức ở phía đông của Dòng Tōkyū Tōyoko; họ đã quản lý hệ thống phòng thu Tōkyū Shibuya Yokohama trước Ngày V-J. Từ năm 1945 thông qua việc sáp nhập Toei, Tokyo-Yokohama Films được thuê từ Công ty Điện ảnh Daiei một studio thứ hai ở Kyoto. Thông qua việc sáp nhập, họ đã có được tài năng và kinh nghiệm kết hợp của các diễn viên Chiezō Kataoka, Utaemon Ichikawa, Ryunosuke Tsukigata, Ryūtarō tomo, Kinnosuke Nakamura, Muffonosuke Azuma, Shirunosuke Toshin, Hashizo Okawa, Satizo Okawa. Vào ngày 1 tháng 10 năm 1950, Công ty phân phối phim Tokyo được thành lập như một công ty con của Toyoko Eiga; năm 1951 công ty đã mua izumi Films. Lặp đi lặp lại hiện tại của Toei được thành lập vào ngày 1 tháng 4 năm 1951. Năm 1956, Toei thành lập một bộ phận hoạt hình, Toei Animation Company, Limited tại xưởng phim hoạt hình Tokyo-Ōizumi cũ, mua tài sản của Phim hoạt hình Nhật Bản (動画 映, Nihon Dōga Eiga, thường được rút ngắn thành 日 動 映 (Nichidō Eiga)), được thành lập vào năm 1948. Toei là người tiên phong trong việc sử dụng "Henshin" / "chuyển đổi nhân vật" trong các bộ phim võ thuật hành động trực tiếp, một kỹ thuật được phát triển cho Kamen Rider, Metal Loạt phim Hero và Super Sentai; thể loại hiện đang tiếp tục với Kamen Rider và Super Sentai. Toei cũng là nhà phân phối độc quyền cho phim 20th Century Fox tại Nhật Bản, cho đến khi Disney mua lại Disney, hoàn thành vào năm 2019. Còn tại Việt Nam, Toei đã ký hợp đồng với Hãng phim Phương Nam bán bản quyền một số phim Super Sentai để hãng phim Phương Nam thuyết minh và phát hành độc quyền tại thị trường Việt Nam những năm từ 2003 - 2018.

## Phim
- Kamen Rider (loạt phim)
- Super Sentai
- Metal Hero